# Gmina Jaktorów
Die Gmina Jaktorów ist eine Landgemeinde im Powiat Grodziski der Woiwodschaft Masowien in Polen. Sie hat etwa 13.000 Einwohner. Ihr Sitz ist das gleichnamige Dorf mit etwa 1250 Einwohnern.

## Geographie

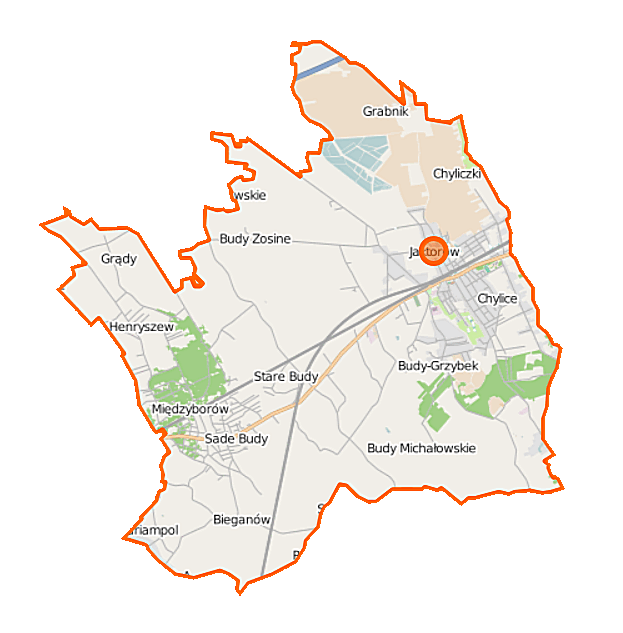
Karte des Gemeindegebiets

Die Gemeinde liegt 40 Kilometer südwestlich von Warschau im östlichen Mittelpolen. Nachbargemeinden sind Baranów im Norden, die Kreisstadt Grodzisk Mazowiecki im Osten, Radziejowice im Süden, die Stadt Żyrardów im Westen und Wiskitki im Nordwesten. Von der Fläche der Gemeinde werden 78 Prozent land- und 7,6 Prozent forstwirtschaftlich genutzt. Das Gebiet der Miedzyborskie-Dünen (polnisch Wydmy Międzyborskie) im Westen der Gemeinde umfasst 31,46 Hektar. Sie sind in der letzten Kaltzeit entstanden und stellen mit zehn Meter Höhe die höchste Erhebung der Landgemeinde dar (114,5 m n.p.m.). Die Dünen sind mit Kiefern, Birken und Eichen bedeckt. Eine „monumentale“ Kiefer ist 160 Jahre alt.

## Geschichte
Die Landgemeinde Jaktorów wurde 1973 aus Gromadas gebildet. Von 1975 bis 1998 wurde der Powiat aufgelöst und die Gemeinde kam zur Woiwodschaft Skierniewice.
In der Nähe von Jaktorów lebten die letzten Auerochsen vor ihrem Aussterben. Die letzte Kuh starb 1627. Ein Gedenkstein in Jaktorów und das Gemeindewappen erinnern daran. Ein Kreuz in den Miedzyborskie-Dünen erinnert an den Januaraufstand von 1863.

## Gliederung
Zur Landgemeinde Jaktorów gehören folgende 12 Dörfer mit 14 Schulzenämtern (sołectwa):
Bieganów
Budy-Grzybek
Budy Michałowskie
Budy Zosine
Chyliczki
Grądy
Henryszew
Jaktorów A & B
Jaktorów-Kolonia
Międzyborów
Sade Budy
Stare Budy A & B
Weitere Orte der Gemeinde sind Chylice, Chylice-Kolonia, Grabnik, Jaktorów-Osada und Mariampol. Zu Budy-Grzybek gehören die Ortsteile Kołaczek und Maruna.

## Sehenswürdigkeiten
- Pfarrkirche St. Stanislaus mit modernem Glockenträger[4]
- Bei Budy Zosiny fielen am 29. September 1944 mehr als 150 Soldaten der Grupa Kampinos der Polnischen Heimatarmee. Ihre Kriegsgräber wurden 1992 unter Schutz gestellt.[5]
- Lehrpfad in den Miedzyborskie-Dünen[3]

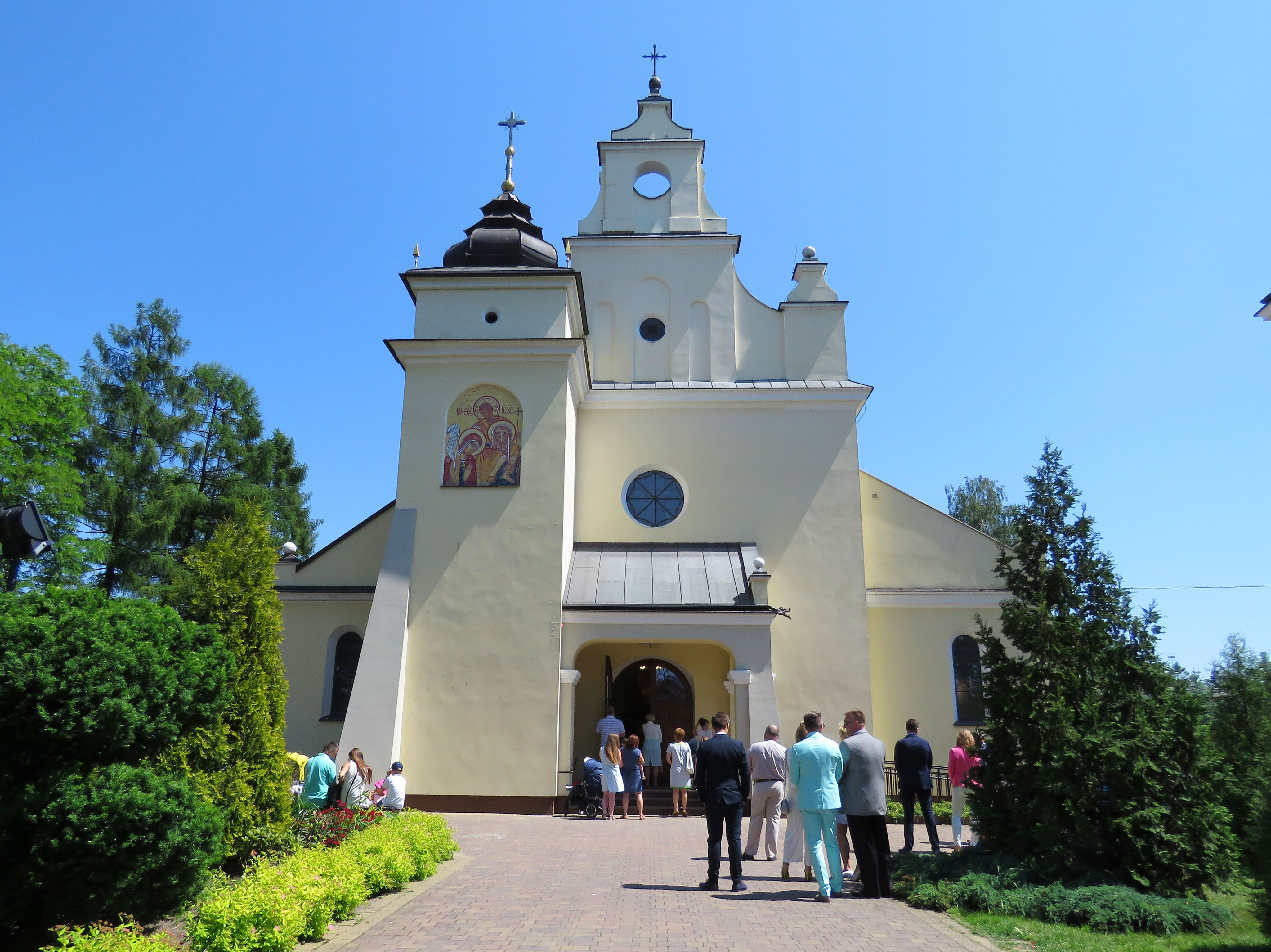
Pfarrkirche St. Stanislaus in Jaktorów
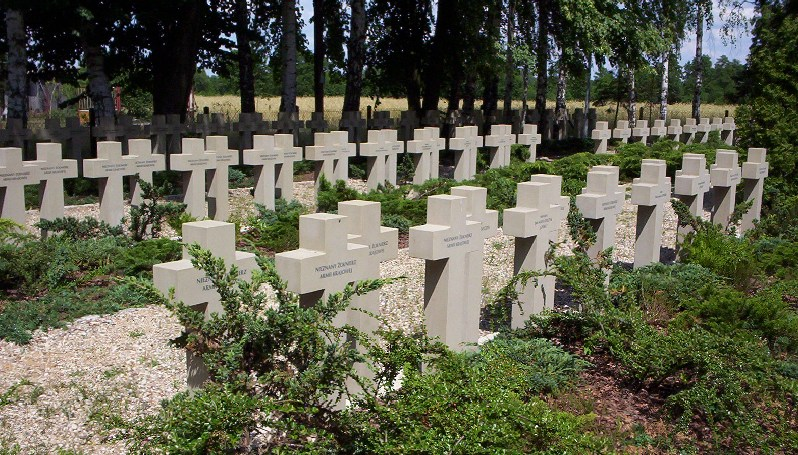
Kriegsgräber der Grupa Kampinos
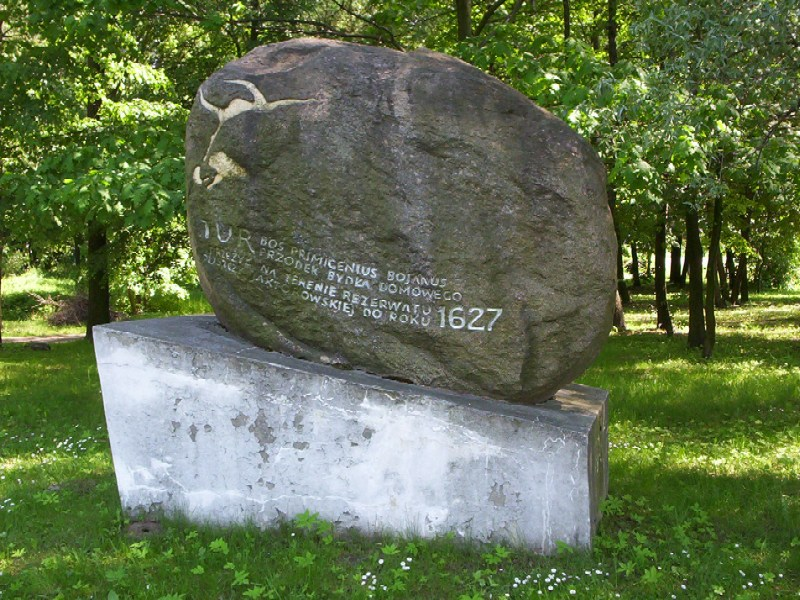
Denkmal für die Auerochsen

## Verkehr
Die Woiwodschaftsstraße DW719 führt von Warschau nach Żyrardów.
Die Haltepunkte Jaktorów und Międzyborów liegen an der Bahnstrecke Warszawa–Katowice. Die nächsten Bahnhöfe sind Grodzisk Mazowiecki und Żyrardów.
Der nächste internationale Flughafen ist Warschau. In der Nachbargemeinde Baranów soll der Großflughafen Port Solidarność als Centralny Port Komunikacyjny (CPK) errichtet werden.